# Mont Cenis (vonat)
A Mont Cenis egy nemzetközi vasúti járat volt, amely összekötötte a franciaországi Lyont az olaszországi Milánóval. A járatot arról a hegyláncról nevezték el, amelyen átment a francia-olasz határon lévő Fréjus-alagútban (francia nyelven: Mont Cenis alagút).

## Története
A Mont Cenis az 1954 óta Lyon és Milánó között ugyanazon az útvonalon közlekedő francia Rapide járat, a Le Transalpin korszerűsített utódja volt. 1957-ben a TEE hálózat nem volt összefüggő, egy északi és déli részből állt. A déli rész központja Milánó volt, és négy TEE járatot terveztek indítani Milánóból. Azonban az olasz ALn 442-448 vonatok nem készültek el időben a TEE hálózat 1957. június 2-i elindításáig, és ennek következtében a francia RGP-825-tel üzemeltetett Mont Cenis volt az egyetlen, amely időben elindult. Az RGP-825-öt 1960. május 29-én az olasz ALn 442-448 sorozatú dízelmotorvonat váltotta fel, így a TEE hálózat teljes déli részét a Ferrovie dello Stato üzemeltette. Ez a csere egyáltalán nem hozott javulást, mert az ALn 442-448 vonatok alig tudtak megbirkózni azzal feladattal, ami a Brenner útvonalon (A TEE Mediolanum útvonalán) várt rájuk, a hegyvidéki környezet lejtői és emelkedői miatt az átlagsebesség 85 km/h-ról 75 km/h-ra csökkent.
1966-ban a Catalan Talgo bemutatkozott a Genf–Portbou viszonylaton, és Chambéry állomáson az időzített átszállási kapcsolat megteremtése érdekében a nyugat felé tartó Mont Cenis menetrendjét fél órával eltolták, ezzel első osztályú összeköttetést teremtve Milánó és Spanyolország között.

### Az 1971/72-es téli menetrend
A Mont Cenis utolsó menetrendje a TEE hálózat részeként, Franciaország a közép-európai időzónában, Olaszország pedig abban az időben a kelet-európai időzónában volt megtalálható, így Modane és Bardonecchia közötti a valós utazási idő 20 perc volt.
| TEE 15 | Ország        | Állomás              | km  | TEE 14 |
| ------ | ------------- | -------------------- | --- | ------ |
| 18:00  | Franciaország | Lyon Perrache        | 0   | 11:35  |
| 19:13  | Franciaország | Chambéry             | 107 | 10:23  |
| 19:23  | Franciaország | Montméllan           | 121 | **:**  |
| 19:57  | Franciaország | St Jean de Maurienne | 178 | 09:43  |
| 20:28  | Franciaország | Modane               | 206 | 09:13  |
| 21:48  | Olaszország   | Bardonecchia         | 226 | 09:54  |
| 21:57  | Olaszország   | Oulx C.C.S.          | 237 | 09:40  |
| 22:47  | Olaszország   | Torino Porta Nuova   | 362 | 08:37  |
| 22:57  | Olaszország   | Torino Porta Susa    | 368 | 08:29  |
| 00:25  | Olaszország   | Milano Centrale      | 465 | 07:00  |

### Rapide
1972. szeptember 30-án az ALn 442-448 motorvonatokat kivonták a forgalomból, és főként az olasz második generációs TEE vonataival helyettesítették őket. A Mont Cenis járatot egy első osztályú Rapide váltotta fel, amely a francia RGP motorvonattal közlekedett. Bár ez a TEE korábbi állományából való volt, a vonat narancssárga/szürke SNCF színekkel volt fényezve, és már nem volt része a TEE hálózatának. 1978. május 28-án a gördülőállományt felváltották a francia Corail és az olasz Eurofima kocsikból álló mozdonyokkal vontatott vonatok. 1980. június 1-jén a Mont Cenis-t nemzetközi InterCity járattá alakították.

### EuroCity
Csak 1996. szeptember 29-én, majdnem tíz évvel az EuroCity hálózat bevezetése után vált a Mont Cenis EuroCity-vé. 1996. szeptember 29-én öt EuroCity járatot vezettek be Lyon és Torino között. Közülük három, a Mont Cenis, az Alexandre Dumas és a Manzoni Milánóig közlekedtek; a másik kettő, a Fréjus és a Monginevro csak a Torino-Lyon szakaszt szolgálta ki. Az Alexander Dumas és a Manzoni járatok Milánó és Párizs között közlekedtek TGV szerelvényekkel, a másik hármat az FS ETR 460 sorozatú billenőszekrényes vonatokkal üzemeltették. A billentési tulajdonsága miatt az ETR 460 30 perccel gyorsabban tudta megtenni a távot a hegyeken át, mint egy TGV. Ez az olasz sorozat azonban ugyanannyira megbízhatatlan volt, mint az ALn 442-448 állomány néhány évtizeddel korábban, és két tél után az egyik olasz járatot megszüntették, hogy a másik kettőt a karbantartási idők között elérhető vonatokkal lehessen kiszolgálni. 2000 májusában a franciák meg akartak szabadulni ettől az olasz problémától, és szorgalmazták az ETR 460 motorvonatok helyett mozdony vontatta vonatok forgalomba állítását. Ez 2002. december 15-én valósult meg, és a mozdonycserére Modane-ben került sor. Egy évvel később a Mont Cenis helyét a TGV Caravaggio szolgáltatás vette át, és a Mont Cenis járat végleg megszűnt.